# Ole (Vorname)
Ole ist ein männlicher Vorname.

## Herkunft und Bedeutung
Ole geht auf einen alten skandinavischen Namen (Óli) zurück. Er dient auch als Kurzform mehrerer Namen mit dem Anfang „Ol“ und „Ul“, zum Beispiel „Olaf“ und „Ulrich“.

## Namensträger

### Vorname
- Ole Arntzen (1946–2013), norwegischer Skispringer, Skisprungtrainer und -funktionär
- Ole Beich (1955–1991), dänischer Bassist und Mitbegründer von Guns N’ Roses
- Ole von Beust (* 1955), deutscher Politiker
- Ole Bischof (* 1979), deutscher Judoka
- Ole Einar Bjørndalen (* 1974), norwegischer Biathlet
- Ole Bull (1810–1880), norwegischer Violinist und Komponist
- Ole Kirk Christiansen (1891–1958), dänischer Kunsttischler und Erfinder der Lego-Steine
- Ole Eskild Dahlstrøm (* 1970), norwegischer Eishockeyspieler
- Ole Eisfeld (* 1973), deutscher Schauspieler
- Ole Elgström (* 1950), schwedischer Politikwissenschaftler
- Ole Jørgen Moe (* 1974), norwegischer Multi-Instrumentalist
- Ole Kristian Furuseth (* 1967), norwegischer Skirennläufer
- Ole Häntzschel (* 1979), deutscher Illustrator und Grafikdesigner
- Ole Holsti (1933–2020), US-amerikanischer Politikwissenschaftler und Konfliktforscher finnischer Herkunft
- Ole Juul (1852–1927), norwegischer Landschafts- und Marinemaler der Düsseldorfer Schule sowie Fotograf
- Ole Knapp (1931–2015), norwegischer Politiker
- Ole Kjær (* 1954), dänischer Fußballspieler
- Ole Könnecke (* 1961), deutscher Illustrator
- Ole Lagerpusch (* 1982), deutscher Schauspieler
- Ole Lindgreen (* 1938), dänischer Jazzmusiker
- Ole Mertz (1931–2017), dänischer Badmintonspieler und -funktionär
- Ole Molin (1936–2024), dänischer Jazzmusiker
- Ole André Myhrvold (* 1978), norwegischer Politiker
- Ole Myrvoll (1911–1988), norwegischer Wirtschaftswissenschaftler, Hochschullehrer und Politiker
- Ole Nydahl (* 1941), dänischer Lehrer (Lama) des Diamantweg-Buddhismus
- Ole Birk Olesen (* 1972), dänischer Politiker
- Ole Andreas Øverland (1855–1911), norwegischer Historiker
- Ole Paus (Reeder) (1766–1855), norwegischer Reeder
- Ole Paus (Unternehmer) (1846–1931), norwegischer Unternehmer, Manager und Politiker
- Ole Paus (General) (1910–2003), norwegischer General
- Ole Paus (Musiker) (1947–2023), norwegischer Musiker, Sänger und Schriftsteller
- Ole Puppe (* 1969), deutscher Schauspieler
- Ole Quast (* 1989), deutscher Radrennfahrer (Cyclocross und Straßenradsport)
- Ole Reistad (1898–1949), norwegischer Sportler und Offizier
- Ole Rømer (1644–1710), dänischer Astronom
- Ole Schäfer (1970–2024), deutscher Typograf und Schriftentwerfer
- Ole Scheeren (* 1971), deutscher Architekt
- Ole Schemion (* 1992), deutscher Pokerspieler
- Ole Schloßhauer (* 1965), deutscher Schauspieler und Hörspielsprecher
- Ole Schröder (* 1971), deutscher Politiker
- Ole Gunnar Solskjær (* 1973), norwegischer Fußballspieler
- Ole Stenen (1903–1975), norwegischer Skisportler
- Ole Tillmann (* 1981), deutscher Schauspieler, Moderator und Coach
- Ole Wivel (1921–2004), dänischer Autor, Redakteur und Verlagsleiter

### Kunstfiguren
- Ole Bienkopp, aus dem gleichnamigen Roman (1963) von Erwin Strittmatter
- Ole Lukøje, Sagengestalt und Märchen von Hans Christian Andersen
- Ole, aus der Kinderbuchreihe Wir Kinder aus Bullerbü von Astrid Lindgren